# Dicranopygium omichlophilum
Dicranopygium omichlophilum är en enhjärtbladig växtart som beskrevs av Richard Evans Schultes och Gunnar Wilhelm Harling. Dicranopygium omichlophilum ingår i släktet Dicranopygium och familjen Cyclanthaceae. Inga underarter finns listade.